# Muna (Indonésie)
Pour les articles homonymes, voir Muna.
Muna, en indonésien Pulau Muna, est une île d'Indonésie située dans la mer de Banda, au sud-est de Célèbes et au nord des Petites îles de la Sonde.
Administrativement, l'île est divisée en deux kabupaten de la province de Sulawesi du Sud-Est : Buton et Muna. Le macaque de Muna (Macaca brunnescens) est endémique de Buton et Muna.